# ورزشگاه راشد
ورزشگاه آل راشد (به عربی: ملعب آل راشد) یک ورزشگاه چندمنظوره که در درجه اول برای مسابقات فوتبال استفاده می‌شود. در شهر دوبی، امارات متحده عربی است. ورزشگاه گنجایش ۱۲٬۰۰۰ هزار نفر دارا است. این ورزشگاه در سال ۱۹۴۹ ساخته شده و میزبان بازی‌های خانگی از الاهلی دبی است.
این ورزشگاه میزبان برخی بازی‌های جام جهانی فوتبال زیر ۲۰ سال ۲۰۰۳ بوده‌است.